# Badminton ai Giochi della XXX Olimpiade - Doppio misto
Le gare del doppio misto di badminton alle Olimpiadi 2012 si terranno dal 28 luglio al 3 agosto alla Wembley Arena.

## Formato
Le gare iniziano con un turno preliminare: gli atleti sono divisi in gruppi e ognuno sfida gli avversari del gruppo. I 16 vincitori accedono alla fase a eliminazione diretta.

## Teste di serie
1. Zhang Nan / Zhao Yunlei (campioni)
2. Xu Chen / Ma Jin

1. Tantowi Ahmad / Lilyana Natsir
2. Joachim Fischer Nielsen / Christinna Pedersen

## Medagliere
| Evento       | Oro                        | Argento             | Bronzo                                                |
| Doppio misto | Cina Zhang Nan Zhao Yunlei | Cina Xu Chen Ma Jin | Danimarca Joachim Fischer Nielsen Christinna Pedersen |

## Risultati

### Fase ad eliminazione diretta
|  | Quarti di finale | Quarti di finale                         | Quarti di finale                            | Quarti di finale | Quarti di finale |    |                                             | Semifinali | Semifinali                | Semifinali                | Semifinali                | Semifinali                |                           |                           | Finale Medaglia d'Oro     | Finale Medaglia d'Oro                       | Finale Medaglia d'Oro | Finale Medaglia d'Oro | Finale Medaglia d'Oro |
|  |                  |                                          |                                             |                  |                  |    |                                             |            |                           |                           |                           |                           |                           |                           |                           |                                             |                       |                       |                       |
|  | A1               | Zhang Nan Zhao Yunlei                    | 21                                          | 21               |                  |    |                                             |            |                           |                           |                           |                           |                           |                           |                           |                                             |                       |                       |                       |
|  | C2               | Thomas Laybourn Kamilla Rytter Juhl      | 13                                          | 17               |                  |    |                                             |            |                           |                           |                           |                           |                           |                           |                           |                                             |                       |                       |                       |
|  | C2               | Thomas Laybourn Kamilla Rytter Juhl      | 13                                          | 17               |                  | A1 | Zhang Nan Zhao Yunlei                       | 17         | 21                        | 21                        |                           |                           |                           |                           |                           |                                             |                       |                       |                       |
|  |                  |                                          |                                             |                  |                  | A1 | Zhang Nan Zhao Yunlei                       | 17         | 21                        | 21                        |                           |                           |                           |                           |                           |                                             |                       |                       |                       |
|  |                  | B1                                       | Joachim Fischer Nielsen Christinna Pedersen | 21               | 17               | 19 |                                             |            |                           |                           |                           |                           |                           |                           |                           |                                             |                       |                       |                       |
|  | B1               | B1                                       | Joachim Fischer Nielsen Christinna Pedersen | 21               | 17               | 19 | Joachim Fischer Nielsen Christinna Pedersen | 21         | 21                        |                           |                           |                           |                           |                           |                           |                                             |                       |                       |                       |
|  | B1               |                                          |                                             |                  |                  |    | Joachim Fischer Nielsen Christinna Pedersen | 21         | 21                        |                           |                           |                           |                           |                           |                           |                                             |                       |                       |                       |
|  | D2               | Sudket Prapakamol Saralee Thoungthongkam | 15                                          | 13               |                  |    |                                             |            |                           |                           |                           |                           |                           |                           |                           |                                             |                       |                       |                       |
|  |                  |                                          |                                             |                  |                  |    |                                             |            |                           |                           |                           |                           |                           |                           | A1                        | Zhang Nan Zhao Yunlei                       | 21                    | 21                    |                       |
|  |                  |                                          | D1                                          | Xu Chen Ma Jin   | 11               | 17 |                                             |            |                           |                           |                           |                           |                           |                           |                           |                                             |                       |                       |                       |
|  | A2               | Michael Fuchs Birgit Michels             | 15                                          | 9                |                  |    |                                             |            |                           |                           |                           |                           |                           |                           |                           |                                             |                       |                       |                       |
|  | C1               | Tantowi Ahmad Lilyana Natsir             | 21                                          | 21               |                  |    |                                             |            |                           |                           |                           |                           |                           |                           |                           |                                             |                       |                       |                       |
|  | C1               | Tantowi Ahmad Lilyana Natsir             | 21                                          | 21               |                  | C1 | Tantowi Ahmad Lilyana Natsir                | 23         | 18                        | 13                        |                           |                           |                           |                           |                           |                                             |                       |                       |                       |
|  |                  |                                          |                                             |                  |                  | C1 | Tantowi Ahmad Lilyana Natsir                | 23         | 18                        | 13                        |                           |                           |                           |                           |                           |                                             |                       |                       |                       |
|  |                  | D1                                       | Xu Chen Ma Jin                              | 21               | 21               | 21 |                                             |            | Finale Medaglia di Bronzo | Finale Medaglia di Bronzo | Finale Medaglia di Bronzo | Finale Medaglia di Bronzo | Finale Medaglia di Bronzo | Finale Medaglia di Bronzo | Finale Medaglia di Bronzo |                                             |                       |                       |                       |
|  | B2               | D1                                       | Xu Chen Ma Jin                              | 21               | 21               | 21 | Robert Mateusiak Nadieżda Kostiuczyk        | 21         | Finale Medaglia di Bronzo | Finale Medaglia di Bronzo | Finale Medaglia di Bronzo | Finale Medaglia di Bronzo | Finale Medaglia di Bronzo | Finale Medaglia di Bronzo | Finale Medaglia di Bronzo | 16                                          | 21                    |                       |                       |
|  | B2               |                                          |                                             |                  |                  |    | Robert Mateusiak Nadieżda Kostiuczyk        | 21         |                           |                           |                           |                           |                           |                           |                           | 16                                          | 21                    |                       |                       |
|  | D1               | Xu Chen Ma Jin                           | 19                                          | 21               | 23               |    |                                             |            |                           |                           |                           |                           |                           |                           | B1                        | Joachim Fischer Nielsen Christinna Pedersen | 21                    | 21                    |                       |
|  |                  |                                          |                                             |                  |                  |    |                                             |            |                           |                           |                           |                           |                           |                           | C1                        | Tantowi Ahmad Lilyana Natsir                | 12                    | 12                    |                       |

### Fase a gruppi

#### Gruppo A
| Squadra                                  | Pt | G | V | P | SV | SP |
| ---------------------------------------- | -- | - | - | - | -- | -- |
| Zhang Nan / Zhao Yunlei                  | 3  | 3 | 3 | 0 | 6  | 0  |
| Michael Fuchs / Birgit Michels           | 2  | 3 | 2 | 1 | 4  | 4  |
| Aleksandr Nikolaenko / Valerija Sorokina | 1  | 3 | 1 | 2 | 3  | 5  |
| Chris Adcock / Imogen Bankier            | 0  | 3 | 0 | 3 | 2  | 6  |

| Squadra 1             | Punteggio        | Squadra 2             |
| 28 luglio, 09:40      | 28 luglio, 09:40 | 28 luglio, 09:40      |
| --------------------- | ---------------- | --------------------- |
| Adcock / Bankier      | 1 - 2            | Nikolaenko / Sorokina |
| 28 luglio, 18:30      |                  |                       |
| Zhang N / Zhao Y      | 2 - 0            | Fuchs / Michels       |
| 29 luglio, 08:30      |                  |                       |
| Adcock / Bankier      | 1 - 2            | Fuchs / Michels       |
| 29 luglio, 12:30      |                  |                       |
| Zhang N / Zhao Y      | 2 - 0            | Nikolaenko / Sorokina |
| 30 luglio, 18:30      |                  |                       |
| Nikolaenko / Sorokina | 1 - 2            | Fuchs / Michels       |
| 31 luglio, 15:20      |                  |                       |
| Zhang N / Zhao Y      | 2 - 0            | Adcock / Bankier      |

#### Gruppo B
| Squadra                                       | Pt | G | V | P | SV | SP |
| --------------------------------------------- | -- | - | - | - | -- | -- |
| Joachim Fischer Nielsen / Christinna Pedersen | 3  | 3 | 3 | 0 | 6  | 1  |
| Robert Mateusiak / Nadieżda Kostiuczyk        | 2  | 3 | 2 | 1 | 5  | 2  |
| Shintaro Ikeda / Reiko Shiota                 | 1  | 3 | 1 | 2 | 2  | 5  |
| Toby Ng / Grace Gao                           | 0  | 3 | 0 | 3 | 1  | 6  |

| Squadra 1              | Punteggio        | Squadra 2              |
| 28 luglio, 08:30       | 28 luglio, 08:30 | 28 luglio, 08:30       |
| ---------------------- | ---------------- | ---------------------- |
| Ikeda / Shiota         | 0 - 2            | Mateusiak / Kostiuczyk |
| 28 luglio, 14:19       |                  |                        |
| Nielsen / Pedersen     | 2 - 0            | Ng / Gao               |
| 29 luglio, 20:50       |                  |                        |
| Ikeda / Shiota         | 2 - 1            | Ng / Gao               |
| 30 luglio, 09:42       |                  |                        |
| Nielsen / Pedersen     | 2 - 1            | Mateusiak / Kostiuczyk |
| 31 luglio, 19:40       |                  |                        |
| Nielsen / Pedersen     | 2 - 0            | Ikeda / Shiota         |
| 31 luglio, 20:17       |                  |                        |
| Mateusiak / Kostiuczyk | 2 - 0            | Ng / Gao               |

#### Gruppo C
| Squadra                               | Pt | G | V | P | SV | SP |
| ------------------------------------- | -- | - | - | - | -- | -- |
| Tantowi Ahmad / Lilyana Natsir        | 3  | 3 | 3 | 0 | 6  | 0  |
| Thomas Laybourn / Kamilla Rytter Juhl | 2  | 3 | 2 | 1 | 4  | 2  |
| Lee Yong-dae / Ha Jung-eun            | 1  | 3 | 1 | 2 | 2  | 4  |
| Valiyaveetil Diju / Jwala Gutta       | 0  | 3 | 0 | 3 | 0  | 6  |

| Squadra 1        | Punteggio        | Squadra 2        |
| 28 luglio, 08:30 | 28 luglio, 08:30 | 28 luglio, 08:30 |
| ---------------- | ---------------- | ---------------- |
| Ahmad / Natsir   | 2 - 0            | Diju / Gutta     |
| 29 luglio, 09:07 |                  |                  |
| Ahmad / Natsir   | 2 - 0            | Lee Y-d / Ha J-e |
| 29 luglio, 13:05 |                  |                  |
| Laybourn / Juhl  | 2 - 0            | Diju / Gutta     |
| 30 luglio, 12:30 |                  |                  |
| Laybourn / Juhl  | 2 - 0            | Lee Y-d / Ha J-e |
| 31 luglio, 18:30 |                  |                  |
| Lee Y-d / Ha J-e | 2 - 0            | Diju / Gutta     |
| 31 luglio, 18:30 |                  |                  |
| Ahmad / Natsir   | 2 - 0            | Laybourn / Juhl  |

#### Gruppo D
| Squadra                                    | Pt | G | V | P | SV | SP |
| ------------------------------------------ | -- | - | - | - | -- | -- |
| Xu Chen / Ma Jin                           | 3  | 3 | 3 | 0 | 6  | 0  |
| Sudket Prapakamol / Saralee Thoungthongkam | 2  | 3 | 2 | 1 | 4  | 2  |
| Chen Hung-ling / Cheng Wen-Hsing           | 1  | 3 | 1 | 2 | 2  | 5  |
| Chan Peng Soon / Goh Liu Ying              | 0  | 3 | 0 | 3 | 1  | 6  |

| Squadra 1                   | Punteggio        | Squadra 2                   |
| 28 luglio, 12:30            | 28 luglio, 12:30 | 28 luglio, 12:30            |
| --------------------------- | ---------------- | --------------------------- |
| Chen H-l / Cheng W-h        | 2 - 1            | Soon / Ying                 |
| 29 luglio, 12:30            |                  |                             |
| Chen H-l / Cheng W-h        | 0 - 2            | Prapakamol / Thoungthongkam |
| 29 luglio, 19:09            |                  |                             |
| Xu C / Ma J                 | 2 - 0            | Soon / Ying                 |
| 30 luglio, 13:40            |                  |                             |
| Xu C / Ma J                 | 2 - 0            | Prapakamol / Thoungthongkam |
| 31 luglio, 08:30            |                  |                             |
| Prapakamol / Thoungthongkam | 2 - 0            | Soon / Ying                 |
| 31 luglio, 20:15            |                  |                             |
| Xu C / Ma J                 | 2 - 0            | Chen H-l / Cheng W-h        |